# Vnězapnoje
Vnězapnoje (rusky Внезапное) je vesnice v koreněvském okrese v Kurské oblasti v evropské části Ruska. V roce 2010 zde žilo 245 obyvatel.

## Geografie
Obec se nachází na řece Bljachovec, 4,5 km od rusko-ukrajinské hranice, 106 km jihozápadně od oblastního centra Kurska, 19 km jižně od okresního centra Koreněva.

## Historie
Dne 15. srpna 2024 byla vesnice Vnězapnoje dobyta ukrajinskými vojsky během tažení do Kurské oblasti, které bylo součástí rusko-ukrajinské války.

## Doprava
Vnězapnoje se nachází 15,5 km od regionální silnice 38K-030 (Rylsk - Koreněvo - Sudža), na silnici 38K-006 (Koreněvo - Troickoje). Nejbližší železniční zastávka se nachází 9,5 km na 322 km železniční trati.
Ve vesnici je zastávka autobusové MHD.
137 km od obce se nachází mezinárodní letiště v Bělgorodu.